# Señorío del Solar de Tejada
El señorío de la Ilustre Villa, Antigua Casa y Solar de Tejada es una institución jurídico-nobiliaria conformada por los descendientes de Sancho Fernández de Tejada en la forma de un señorío divisero, cuyos privilegios se remontan a la Reconquista.
El solar encuentra su origen en la mítica Batalla de Clavijo, acaecida en el año 844, tras la cual el rey Ramiro I de Asturias habría recompensado al caballero Sancho Fernández, por su valioso y notable actuar durante la contienda en conjunto con sus trece hijos, con la serie de privilegios que, con el pasar de los años, darían forma a la institución. Esta es un remanente del sistema de propiedad común germánico usado en la España primitiva, y constituye en la actualidad uno de los últimos vestigios de los señoríos castellanos de behetría de linaje o divisa, y uno de los dos que permanecen desde el siglo IX, junto a su hermano el Solar de Valdeosera. La propiedad en común corresponde a 553 hectáreas de terreno en el municipio de Laguna de Cameros, en La Rioja.

## Historia

### Orígenes

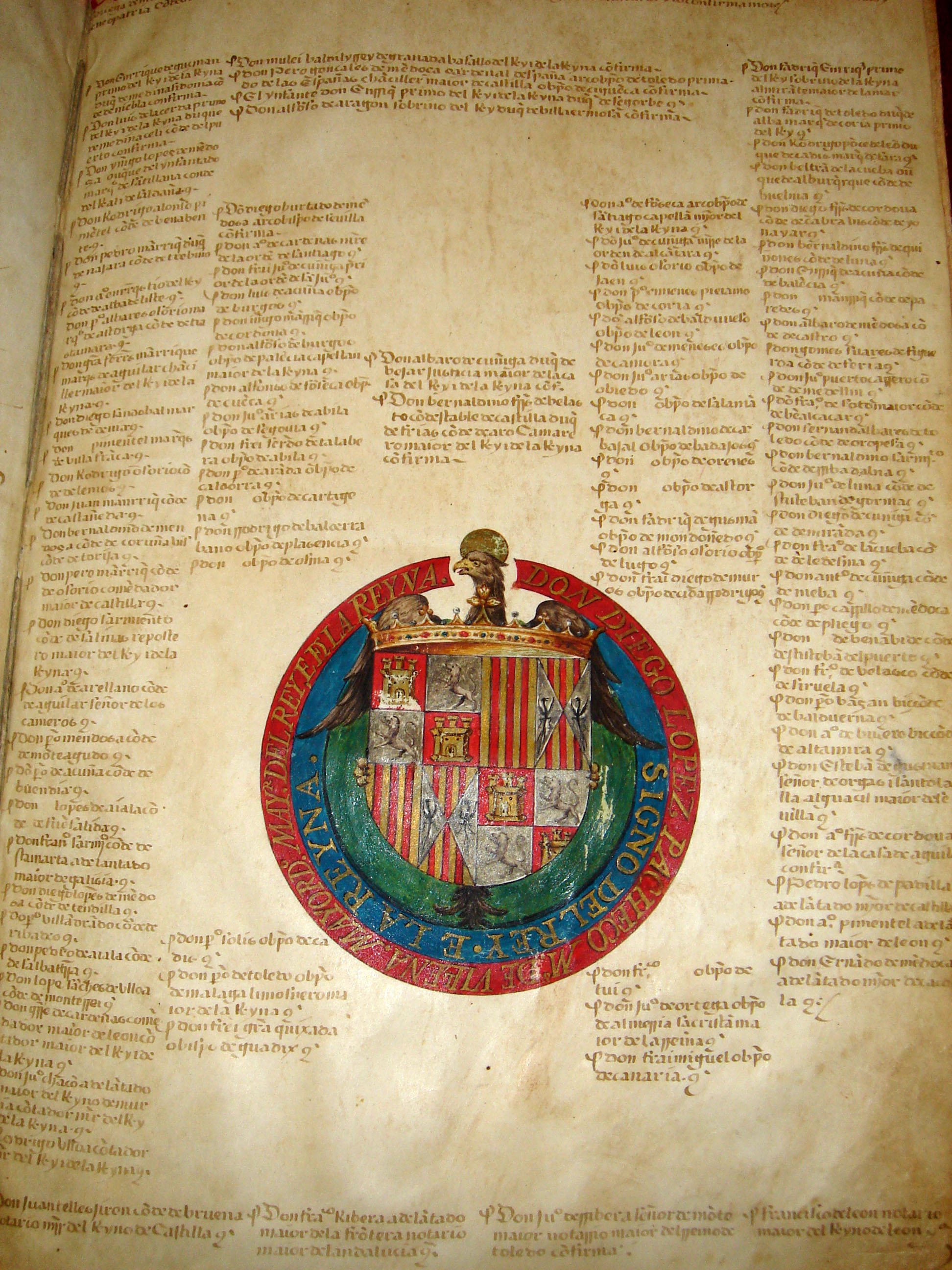
Concesión de privilegios 1491 para el Solar de Tejada firmada por los Reyes Católicos

Otorgado como reconocimiento en 844 por el rey Ramiro I de Asturias a Sancho Fernández de Tejada, general en la mítica Batalla de Clavijo acaecida, según la leyenda, en mayo del 844. Este premio, que se otorgó a Sancho y sus trece hijos, suponía una serie de privilegios de hidalguía para ellos y sus descendientes, entre otros el uso de un escudo heráldico y también la vigilancia del recién creado Camino de Santiago desde sus castillos de Viguera y Clavijo.
Aunque durante mucho tiempo se creyó que había sido constituido según el derecho germánico, estudios posteriores acreditan ser su esencia jurídica eminentemente castellana pues sus orígenes se encuentran muy cercanos, si no son un ejemplo paradigmático, de los antiguos señoríos de behetría. Original y singular forma de la historia señorial de Castilla en que tanto los hombres como las mujeres tenían derecho a recibir en herencia la cuota que les correspondiera y en el que se solapaban propiedad y jurisdicción en varios niveles señoriales. Según la leyenda el rey Ramiro I de Asturias y León concedió un señorío en proindiviso para los descendientes, sin distinción entre varones y hembras, de los trece hijos que tuvo dicho Sancho de Tejada con su mujer Nuña Gundemara de la casa de Toral.[cita requerida] Siete hijos se asentaron en el Solar de Tejada —entendido el término solar, como la casa más antigua de un linaje—, otros cinco volvieron con su padre a sus tierras de origen y el menor junto a doce caballeros galicianos constituyeron el hermano Solar de Valdeosera, con el que comparte historia y escudo.
El territorio jurisdiccional original del Solar de Tejada, en Tierra de Camero Viejo en el término de Laguna de Cameros (Rioja), amplísimo en su origen, fue reduciéndose por distintas circunstancias hasta las 550 hectáreas con que cuenta en la actualidad y que continúa como propiedad indivisa de sus "Señores Diviseros" junto a la antigua Casa Cadina.

### Actualidad

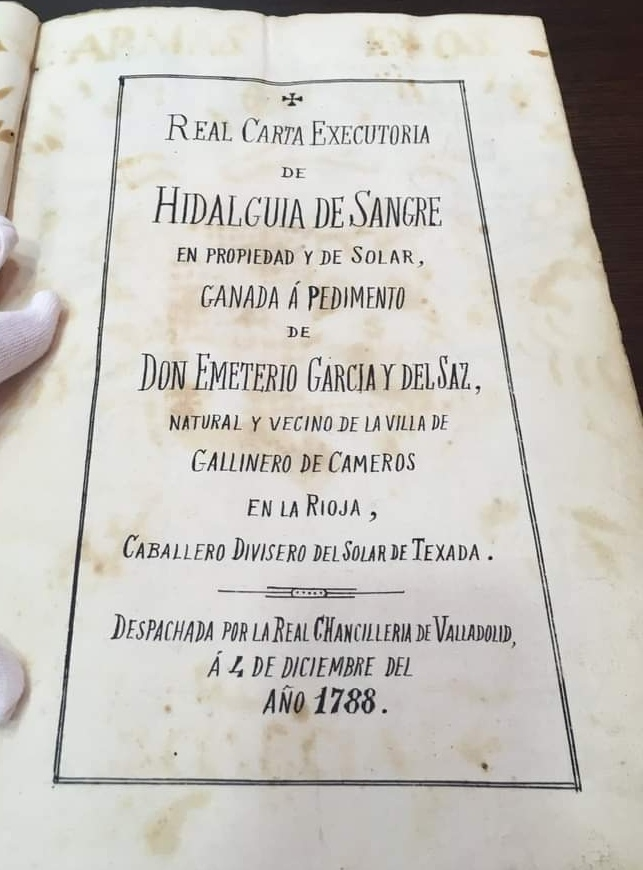
Carta ejecutoria de hidalguía a favor de Emeterio García y del Saz, caballero divisero de Tejada, año 1788.

Se trata de uno de los pocos señoríos que sobrevivieron a los avatares del siglo XIX y a la abolición de los mismos que promulgó la Constitución de Cádiz en 1812, adaptándose a las circunstancias y olvidando arcaicos derechos jurisdiccionales, pero manteniendo su identidad y arraigo en la zona, así como sus tradiciones, finca y su singular privilegio de hidalguía.
Los privilegios de nobleza y uso de armas concedidos en un principio a sus señores han sido confirmados por todos los reyes de España hasta nuestros días.

«... Por cuanto con presencia del expediente instruido en el Ministerio de Justicia, a instancia de vos el Alcalde Mayor del Ilustre Solar de Tejada y de su Junta de Caballeros Diviseros Hijosdalgo, en solicitud de la confirmación de las mercedes y prerrogativas que fueron otorgadas al mismo por Don Ramiro I de León, confirmadas por otros diferentes Monarcas y por mi Augusto Abuelo Don Alfonso XIII en tres de julio de mil novecientos tres, como recompensa de los eminentes servicios prestados por Sancho de Tejada y sus trece hijos reconquistando durante la dominación sarracena toda la tierra de Clavijo hasta la frontera de Aragón...»
Real confirmación de Juan Carlos I

A 2018, el solar contaba con diviseros inscritos en 44 provincias de España y en otros 27 países alrededor del mundo, de los cuales Chile concentraba el mayor número (96).
La junta de probanza del ayuntamiento sigue recibiendo los expedientes genealógicos de aquellos interesados en inscribirse en el solar que puedan probar fehacientemente su descendencia de un caballero inscrito. Esta información es resguardada en el archivo genealógico del solar, ininterrumpido desde 1569, de gran valor histórico, que atestigua la relación de una gran familia.

## Archivo
El Antiguo e Ilustre Solar de Tejada dispone de un importante fondo histórico compuesto por las diferentes concesiones reales desde la concedida por los Reyes Católicos en la Vega de Granada en 1491 hasta las actuales, diversa correspondencia y los Libros Becerros. Tradicionalmente esta documentación se aseguraba en un archivo en la propia Casa Cadina dentro de la finca del solar. Se mantiene la tradición de los custodios de las llaves del archivo o claveros, se trata de seis diviseros, uno por cada pueblo limítrofe, que guarda una vieja llave necesaria para la apertura del candado del archivo. Esto obliga a que para abrir el archivo deban estar presentes todos los claveros con sus respectivas llaves y que las utilicen en un orden y posición precisos.

## Nobiliaria

Corona heráldica de señor.

Desde el punto de vista nobiliario, académicos han defendido que el Señorío de la Villa de Tejada es un título colectivo, único pero perteneciente a varias personas (por lo que nunca queda vacante), lo que se desprende de las confirmaciones reales que han dispuesto el exacto cumplimiento de la cédula concesionaria del señorío y de las referencias que en estas mismas se hacen.

[...] hízole Señor de los Montes Cadines –que son hoy los de Tejada– y hasta hoy se conserva por sus descendientes con el título de su primer Señor [...]
Confirmación de Enrique IV (1460)

[...] por descender de aquel singular y noble caballero Sancho de Tejada y de sus magníficos hijos Señores de aquel Solar y Casa, ya que lo sois de que hemos sido informados [...]
Confirmación de Carlos I (1527)

Esto es coherente con el pago de los impuestos de media anata y lanzas por el Solar en 1749, y las sentencias del Tribunal Supremo de España sobre el uso de los términos villa y casa en el título nobiliario de señor. Con todo, el Solar está inscrito en la Guía Oficial de Grandezas y Títulos del Reino del Ministerio de Justicia, en la sección Señoríos y otras dignidades.
El señorío fue referido como un título nobiliario en la resolución de la comunidad autónoma de La Rioja de 2015, publicada en el Boletín Oficial del Estado, que lo declara como bien de interés cultural.
Por el contrario, otros estudiosos, así como desde la Diputación de la Grandeza, han negando la consideración de título nobiliario del solar.

## Ayuntamiento del Solar

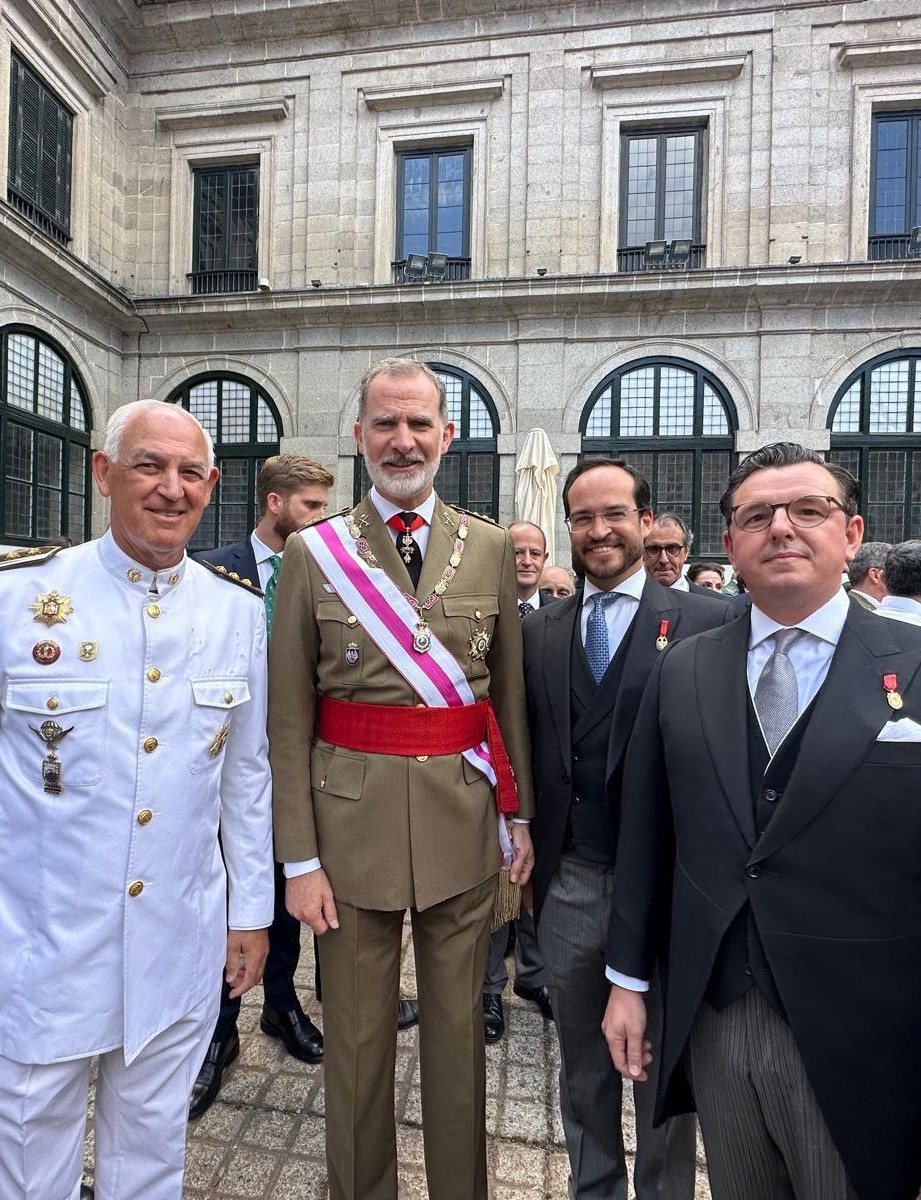
Felipe VI de España con Fernando de Herrera Hume, alcalde mayor del Solar de Tejada y diputados de su junta de gobierno en junio de 2024

Presidido por su alcalde mayor, asistido por el procurador fiscal, así como por dos diputados y un archivero (custodio de una de las llaves centenarias que deben reunirse para abrir el Archivo) por cada una de las siguientes villas: Laguna de Cameros, Cabezón de Cameros, Jalón de Cameros, Muro de Cameros, Almarza de Cameros y Pinillos.
El señorío se encuentra gobernado por la Junta de caballeros y damas hijosdalgo propietarios del mismo. Todos los años, el primer domingo de octubre se reúnen en la casa solar donde se tratan asuntos de interés, como el arrendamiento de los pastos, subasta de las suertes anuales de leña y otros rendimientos de índole agrícola tradicionalmente explotados en el señorío. En la Junta anual, respetando un antiguo ceremonial, se da asiento a los nuevos caballeros y damas hijosdalgo, tras haber demostrado su entronque con quien ya fue recibido en los seculares libros de becerro.
En enero de 2015, el Boletín Oficial del Estado, publicó la declaración del Señorío del Ilustre Solar de Tejada y  su Junta de Caballeros y Damas Hijosdalgo como Bien de Interés Cultural de carácter inmaterial.

### Lista de alcaldes mayores
Lista de los alcaldes mayores del solar desde la reinstauración del cargo en 1957.
|     | Titular                                 | Periodo   |
| --- | --------------------------------------- | --------- |
| i   | Jesús Larios Martín                     | 1957-1973 |
| ii  | Zoilo Ruiz-Mateos Jiménez de Tejada     | 1973-1989 |
| iii | Aurelio Vidaurreta Jiménez              | 1989-2000 |
| iv  | Jesús Martínez-Corbalán Sáenz de Tejada | 2000-2008 |
| v   | Guillermo García Hernández              | 2008-2019 |
| vi  | Fernando de Herrera Hume                | 2019-     |